# Sergei Wassiljewitsch Fessikow
Sergei Wassiljewitsch Fessikow (russisch Сергей Васильевич Фесиков, wiss. Transliteration Sergej Vasil'evič Fesikov; * 21. Januar 1989 in Leningrad) ist ein russischer Schwimmer.

## Karriere
Fessikows sportlicher internationaler Durchbruch gelang im Jahr 2009, als er zunächst bei der 25. Sommer-Universiade in Belgrad Gold über 100 Meter Freistil gewann und weitere im November, beim Kurzbahn-Weltcup in Berlin, als er über 100 Meter Lagen mit 50,95 Sekunden einen neuen Weltrekord aufstellte.
Seine bislang erfolgreichsten internationalen Wettkämpfe waren die Kurzbahneuropameisterschaften 2009 in Istanbul, als er Europameister mit der russischen 4-mal-50-Meter-Lagenstaffel und Vizeeuropameister über 100 Meter Lagen wurde, sowie die Bronzemedaille über 50 Meter Freistil gewann.

## Rekorde
| Weltrekorde (1)                                                | Weltrekorde (1) | Weltrekorde (1)   | Weltrekorde (1) |
| -------------------------------------------------------------- | --------------- | ----------------- | --------------- |
| 4 × 50 m Lagen (Kurzbahn) (mit Geibel, Korotyschkin und Donez) | 1:31,80 min     | 10. Dezember 2009 | Istanbul        |
| (Stand: 7. August 2010)                                        |                 |                   |                 |